# (8193) Ciaurro
(8193) Ciaurro est un astéroïde de la ceinture principale.

## Description
(8193) Ciaurro est un astéroïde de la ceinture principale. Il fut découvert le 17 septembre 1993 à Stroncone par l'Observatoire astronomique Santa Lucia de Stroncone. Il présente une orbite caractérisée par un demi-grand axe de 2,26 UA, une excentricité de 0,11 et une inclinaison de 4,5° par rapport à l'écliptique.

## Compléments